# Rezerwat Nieniecki
Rezerwat Nieniecki (ros. Государственный природный заповедник «Ненецкий») – ścisły rezerwat przyrody (zapowiednik) w obwodzie archangielskim w Rosji. Znajduje się w Nienieckim Okręgu Autonomicznym. Jego obszar wynosi 3134 km² (w tym obszar morski 1819 km²), a strefa ochronna 2692 km². Rezerwat został utworzony dekretem rządu Federacji Rosyjskiej z dnia 18 grudnia 1997 roku. W 2000 roku został zakwalifikowany przez BirdLife International jako ostoja ptaków IBA. Dyrekcja mieści się w miejscowości Narjan-Mar.

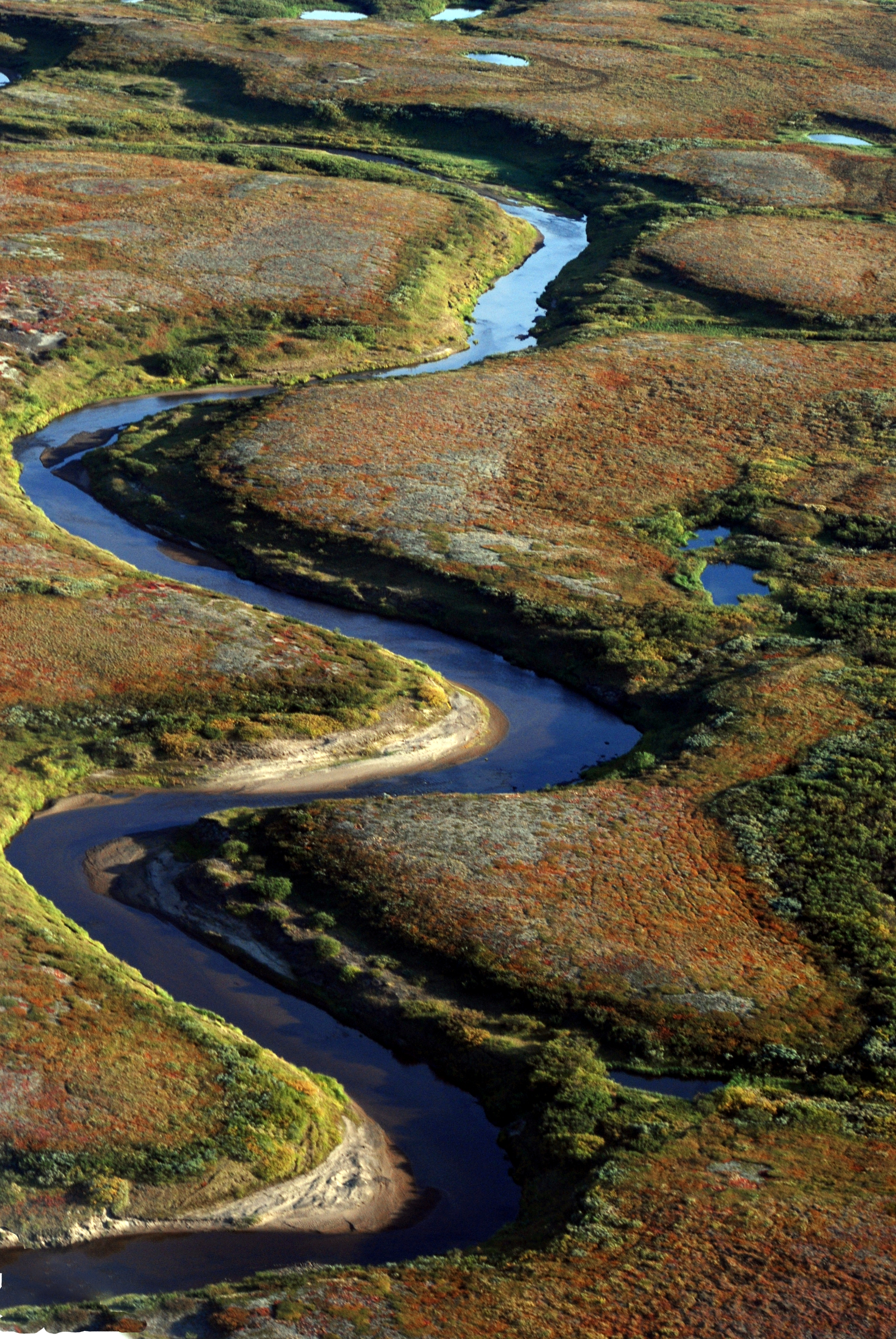
Tundra Małoziemielska

## Opis
Rezerwat znajduje się w całości za kołem podbiegunowym, nad Morzem Barentsa (Morzem Peczorskim) i składa się z trzech części:
- część delty rzeki Peczora, Zatoka Korowinskaja, wybrzeże Zacharin (północny fragment Tundry Małoziemielskiej), część Zatoki Peczorskiej, wyspy Guljajewskije Koszki oraz wyspy Łowieckij i Dołgij (wyspa zachodnia)
- ujście rzeki Nieruta, część delty rzeki Jaczej i południowa część Zatoki Bolwanskaja,
- wyspy na Morzu Peczorskim (wschodnia wyspa Dołgij, Matwiejew, Golec, Bolszoj Zielency i Małyj Zielency)[5].

Wybrzeże w obrębie rezerwatu to silnie bagnista nizina z licznymi jeziorami i kanałami między nimi. Jeziora są pochodzenia krasowego lub lodowcowego. 
Klimat jest subarktyczny. Średnia roczna temperatura wynosi -5 °C. Najcieplejszym miesiącem jest lipiec, maksymalna temperatura wynosi +29 °C. Najzimniejszym miesiącem jest luty, minimalna temperatura wynosi -46 °C. Pokrywa śnieżna utrzymuje się średnio przez 231 dni w roku.

## Flora
W rezerwacie dominuje tundra i pustynia polarna. Flora liczy ponad 1000 gatunków, z czego rośliny naczyniowe – 339 gatunków, glony – 474 gatunki, porosty – 164 gatunki. Najbardziej typowymi roślinami rezerwatu są mchy i porosty. Rośną tu też m.in. różne gatunki turzyc, jaskier, skalnica, różeniec górski, śmiałek, honkenia piaskowa. U ujścia Peczory rośnie olsza, wierzba, wiązówka błotna.

## Fauna
Zwierzęta lądowe rezerwatu to głównie niedźwiedź polarny, lis rudy, lis polarny, piżmak amerykański, łasica pospolita, gronostaj europejski, zając bielak, rosomak tundrowy, leming brunatny, a w południowej części także łoś euroazjatycki, wilk syberyjski i niedźwiedź brunatny. 
W wodach rezerwatu żyje m.in.: nerpa obrączkowana, fokowąs brodaty, foka pospolita, białucha arktyczna, orka oceaniczna, mors arktyczny, szarytka morska, lodofoka grenlandzka, płetwal karłowaty, płetwal zwyczajny, długopłetwiec oceaniczny, butlonos zwyczajny, narwal jednozębny, morświn zwyczajny.
Występuje tu 125 gatunków ptaków. Są to m.in. gęś białoczelna, gęś zbożowa, bernikla białolica, łabędź czarnodzioby, rybitwa popielata, bielik, myszołów zwyczajny, mewa mała, mewa modrodzioba, sokół wędrowny.